# East Carolina University

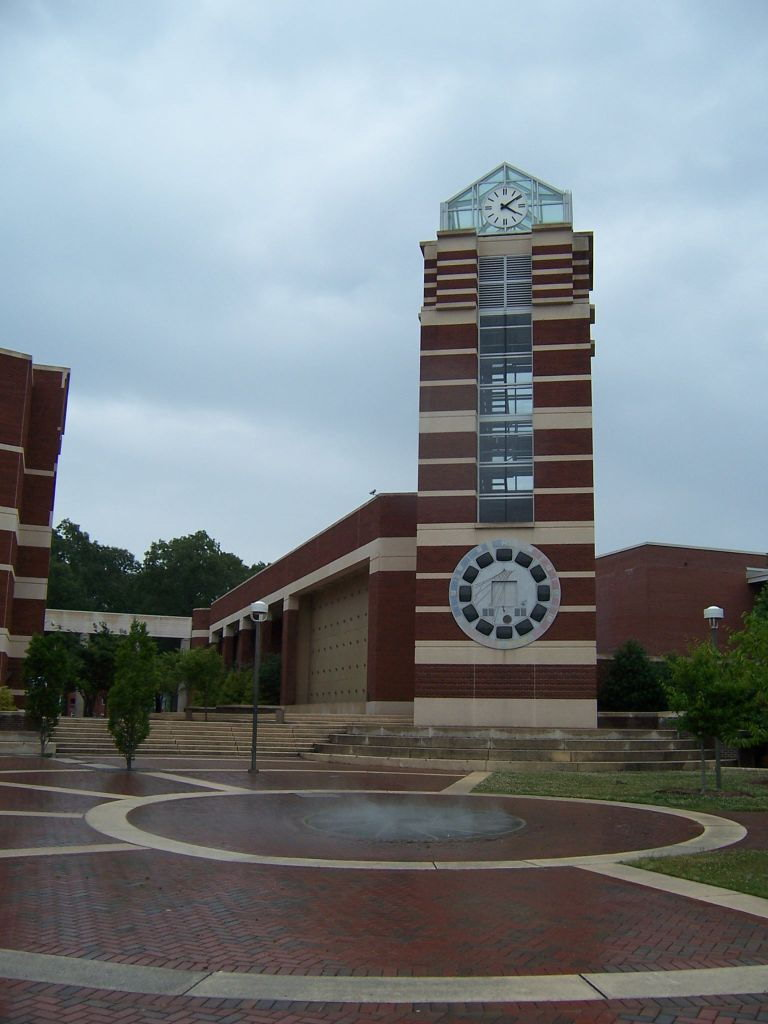
Joyner Library

Die East Carolina University (ECU) ist eine Universität in Greenville im US-Bundesstaat North Carolina. 1907 gegründet, ist sie seit 1972 Teil des University-of-North-Carolina-Systems. Derzeit sind 27.654 Studenten eingeschrieben.

## Fakultäten
- Allied Health Sciences
- Gesundheitswissenschaften und Human Performance
- Humanökologie
- Künste und Wissenschaften (Thomas Harriot College of Arts and Sciences)
- Pädagogik
- Pflege
- Schöne Künste und Kommunikationswissenschaften
- Technologie und Informatik
- Wirtschaftswissenschaften

## Sport
Die Sportteams der ECU werden Pirates genannt (Motto: "We bleed Purple and Gold!"). Die Hochschule ist seit 2014 Mitglied in der American Athletic Conference.

## Persönlichkeiten
- Tony Baker (* 1964) – American-Football-Spieler
- Jeff Blake – American-Football-Spieler
- Sandra Bullock (* 1964) – Schauspielerin
- Carter Cruise (* 1991) – Pornodarstellerin
- David Garrard – American-Football-Spieler
- Beth Grant (* 1949) – Schauspielerin
- Chris Johnson (* 1985) – American-Football-Spieler
- Robert Jones – Footballspieler
- Vince McMahon (* 1945) – Co-Gründer der World Wrestling Entertainment (WWE)
- Linda McMahon (* 1948) – Co-Gründer der World Wrestling Entertainment (WWE)
- Bodo Nischan (1939–2001) – Historiker
- LaShawn Merritt (* 1986) – 400-Meter-Läufer
- Nina Repeta (* 1967) – Schauspielerin
- Kevin Williamson (* 1965) – Filmregisseur, -produzent und Drehbuchautor